# Голям извор (област Разград)
Вижте пояснителната страница за други значения на Голям извор.
Голям извор е село в Северна България. То се намира в община Самуил, област Разград. До август 1934 година името на селото е Кара арнаут.

## География
Село Голям извор се намира на 17 км източно от гр. Разград и на 6,5 км северно от гара Самуил, на една продълговата равнина с 350 м надморска височина. Селото заема около 1500 дка, във вид на ивица дълга 3 км от юг на север, с лек наклон на запад. Към средната част на селото, в дола, по който тече река Во̀йна, има голям карстов извор. Именно той е причината за образуване на селище на това място от незапомнени времена. На негово име през 1934 г. селото е преименувано на Голям извор. Климатът се характеризира като континентално-степен, със студена зима и горещо лято, и сравнително малко валежи. Към 1944 г. населението е чисто българско – 1185 души, от които само 20 души (няколко семейства) цигани музиканти. В наши дни населението е значително по-малко и разнородно, както и с много висока средна възраст.
Основният поминък на населението в миналото и сега е земеделието. През 1925 г. е била построена мелница с мотор от 50 кс и електрическо осветление от Георги Германов. През 1930 г. е открита парна дъскорезница от Костадин Косев. През тези години в селото има 8 казана за варене на ракия, казани за варене на петмез (маджун), а също и маслобойна, които днес не съществуват. Селото е електрифицирано около 1952 г.

## История
В землището на селото се намират 17 надгробни тракийски могили. Свидетелства, че районът на селото е населяван от дълбока древност са открити в трите селищни могили. Две от тях се намират в местността при изворите на Война: едната е „Дюмели юк“ – разкопана от жителите на селото, а за втората сведения дава Карел Шкорпил:
| „ | Между гара Ишиклар и с. Кара арнаут близо до Война чешма се намира плоска могила 100х100 разкрача и около 8 м височина. Плоската ѝ част е 50х50 разкрача. В могилния насип излизат късове от плитки панички и др., а също изпечена червена пръст. | “ |

Третата селищна могила, известна като „Малката могила“, се намира в западна посока от селото и е с горен диаметър 30 м. В границите на селото са открити и следи от по-късната античност – Римско кале с църква, антични монети от ІІ в.
От средновековната епоха датират находки от селищни махали, гробище и църква на запад от селото в местността „Отсреща“. Там при обработка на почвата са разкрити зидове от огради и калдъръм. Също такива останки има и при разположените северно от селото извори „Кокар бунар“, „Юч бунар“, „Ялновча“ и „Кайнаците“. Според местното устно предание, турците наричали селото с името „Еди килисели кьой“ – селото със седем църкви.
За пръв път селото е споменато под името Арнауд в една просба до великия везир Кьопрюлю Фазъл Ахмед паша през 1669 г. В различни документи е срещано още като Арнаутско Хърсово, Малко Арбанаси, Караджа Арнаут, Караарнаут. Произходът на наименованието се свързва с прииждащите от западна Македония преселници, като според местната традиция и обосновка тези преселници са българи, прогонени от враждебно настроеното арнаутско население. По-вероятно е населението на селото през този период действително да е било арнаутско, което по време на Руско-турската война от 1828 – 1829 се изселва към Северна Добруджа и Силистренско. В запустялото село впоследствие се настаняват балканджии – жители от Габровско, Горнооряховско, Еленско, Тревненско, Севлиевско. Втори показател за характера на населението по време на османското владичество е, че заедно със съседното Хърсово то се е ползвало със специален статут – те са били привилегировани (вакъфски) селища и никой не можел да премине през тях с подкован кон и ездешком. Жителите им не са били ограбвани, преследвани и измъчвани от турците. Според Константин Иречек местните жители говорели на албански, български, арумънски и са поселени тук от арнаутски спахия – управител на Хезарград, който построил там джамия. След привилегиите им била забрана да се настаняват у тях войници на квартира. През кърджалийско време повечето от тях се разселват, но най-голямата злополука наистина постига арнаутите по време на руско-турските войни.
По време на подготовката за Априлското въстание, в Голям извор има революционен комитет, основан от хайдут Сидер Грънчаров. Комитетските хора се обучавали на стрелба и си приготвяли въстанически униформи. Освобождението от османска власт настъпва няколко години по-късно – на 18 януари 1878 г.

## Религии
Към 1945 г. населението е християнско (източноправославно), с изключение на няколкото цигански семейства (мюсюлмани).
От неизвестно време в селото съществува църква „Света Троица“. На 27 май 1930 г. е осветен новият храм „Света Троица“ (построен през 1928 г.) – един от най-хубавите в Лудогорието. Църквата е изцяло изградена от камък. В камбанарията има вграден часовник, а в основите ѝ са поставени паметни плочи на българите, родени в околността и загинали във войните. Сградата съчетава в себе си: църква, часовникова кула и войнишки паметник.
Дългогодишен свещеник в новата църква е Антоний Ат. Дончев. След него в църквата са служили само приходящи от съседните села свещеници.

## Образование
В образователно отношение и по ученолюбивост голямоизворци са стояли почти на първо място в Разградска околия. Няма друго село в Лудогорието с толкова голяма интелигенция при такъв малък брой жители. От 1185 жители през 1944 година, 109 са завършили средно и висше образование (32 висше).
През 1851 г. в Разградска околия е имало само 7 училища с 8 учители и общо 285 ученика. Едно от тези училища е било в Голям извор – с 1 учител и 16 ученика. („Цариградски вестник“, бр. 55, 1851 г.). Първият учител в селото е бил „Черният даскал“ – Николали Димитър – циганин-вретенар от Шумен, получил необходимото тогава за даскал образование. Непосредствено преди Освобождението в селото е имало 40 – 50 ученици.
До 1870 г. в стара паянтова постройка е имало дюкян, килия и изповедня. За ученическа стая е служела замазаната с пръст и постлана с рогозка килия. След това е построено старото каменно училище, което стои и до днес. През 1898 г. е построена едноетажна нова училищна сграда, която през 1941 г. е надстроена с един етаж.
През 1883 – 1884 г. за пръв път в селото е открита прогимназия с първи прогимназиален клас. През 1909 – 1910 г. са открити и останалите два прогимназиални класа. Към 1960 г. поради липса на ученици прогимназията е закрита. По-късно училищната сграда се ползва като интернат, пансион и др.
През 1875 г. от селото е излязъл първият учител Христо Димитров, следвал една година в класното училище в Шумен при учителя Панайот Волов. По-известни учители в миналото са били Георги Костадинов, Петър Константинов, Ради Кючуков, Иван Богданов, Тодор Жеков, Костадин Недялков, Стефана Недялкова, Димо Йорданов, Марин Раднев, Милица Самсиева, Христо Йорданов и др.

## Културен живот
Още през 1896 г. в селото е основано читалище „Напредък“. Чрез него интелигенцията е провеждала своята културна дейност. Основатели на читалището са: Георги Дюлгеров, Христо Тодоров, Петър Константинов, Христо Димитров, Мария Генева, Митьо Ив. Гайдаров, Господин Венков.
През 1897 г. в читалището са се получавали списанията „Светлина“ (издавано от 1891 до 1931 г.), „Мисъл“ (най-авторитетното българско литературно списание, издавано от 1892 до 1907 г.), „Българска сбирка“, „Ден“ (социалистическо списание, издавано след 1891 г. от Я. Сакъзов) и вестниците „Учителски другар“ (1894 – 1898 г.), „Народни права“, „Зорница“ и „Освобождение“.
Започнал е и театрален живот. През 1898 г. са представени от самодейци драмата „Васил Левски“, комедията „Ще се самоубия“, още „Стоян войвода“, „Чорбаджи Михалаки“. Представленията са се давали в новата едноетажна училищна сграда, в която две от стаите са били разделени с подвижна дървена стена и при отварянето ѝ се е получавал сравнително голям салон, където са играни над 200 пиеси.
Дейността на читалището върви на приливи и отливи до 1919 г., когато председател на управата става учителят Костадин Недялков. Представленията стават редовни, укрепва библиотеката, построява се нова читалищна сграда (около 1935 – 1940 г.). Особен тласък в театралната дейност дава през 1935 г. учителят Димитър Христов от Шумен, който създава богата сбирка от декори и сценични костюми.
През 2001 г. към читалището е образуван танцов състав „Вихър“ с ръководител Мариян Боянов. Съставът носи славата на Голям извор в цяла България, представяйки не само селото, но и общината, а понякога и областта. Печелили са много грамоти, медали и много големи награди от цяла България.
В салона на читалището всяка година се празнуват много празници, започвайки от освобождението на селото (31 януари), когато се провежда и вечеринка, посветена на фронтовака. На 14 февруари (Трифон Зарезан) се избира Цар на виното. Също така на 8 март (Международният ден на жената) всяка година се избира Мис Осми март. На тези и още много други празници винаги свири оркестър, организират се най-различни игри, викторини, надигравания, надпявания и др. Празниците се празнуват заедно от всички пет етноса, които живеят в селото – българи, роми, копанари, турци и виетнамци. Читалището в Голям извор развива най-голяма културна дейност от цялата община.

## Природни забележителности
За отбелязване е големият карстов извор, водата на който е била канализирана в чешма с четири чучура и един отвор (Голямата чешма). Навремето над извора е имало висока дървена постройка с каменни зидове, покрита с керемиди, двуметров зид от лицевата западна страна, дванадесет каменни корита за водопой на животните и пералня.
От всички страни селото (извън землището) е (беше) оградено с гори.
На река Война на километър южно от селото е построен микроязовир (около 1958 г.).
В Голям извор събират най-много гъби, като се почне от майска гъба и се стигне до смръчкулата.

## Редовни събития
Всяка година на Свети Дух (петдесет дена след Великден) се отбелязва празникът на селото (т. нар. сбор). Тъй като това е понеделник, хората отбелязват празника предния ден – неделя. Тогава на гости идват близки, познати, роднини от цялата страна.
Навремето на сбора е свирела духова музика в центъра на селото (на хорището). Извивали са се кръшни хора до късно вечер, търговци на дребно са разпъвали сергиите си.

## Личности
- Костадин Върбанов, Дядо Дели Костадин – общественик, избран за председател на Учредителния конгрес на БЗНС през 1899 г. в Плевен.
- Пенчо Димитров – първият висшист на селото, директор на Габровската гимназия, инициатор за преименуването на селото през 1934 г.[5]
- Христо Попов – български военен деец, генерал, роден на 25 юни 1859 в селото.[6]
- Йовчо Кеяпенчев – четник в чета на Таньо войвода.[7]

## Загинали през войните
- Сръбско-българска война 1885 г. – 2 загинали
- Балканска и Междусъюзническа война 1912 – 1913 г. – 17 загинали
- Първа световна война 1915 – 1918 г. – 34 загинали